# Adrianne Curry
Adrianne Marie Curry, född 6 augusti 1982 i Joliet, Illinois, är en amerikansk fotomodell, TV-personlighet och vinnare av America's Next Top Models första säsong. Curry har senare varit med i olika dokusåpor som The Surreal Life där hon träffade skådespelaren Christopher Knight. Paret fick efter detta en egen dokusåpa som även har visats i Sverige.